# Haurida-Vireda församling
Haurida-Vireda församling är en församling i Smålandsbygdens kontrakt i Linköpings stift inom Svenska kyrkan och ligger i Aneby kommun i Jönköpings län. Församlingen ingår i Aneby pastorat.
Församlingskyrkor är Haurida kyrka och Vireda kyrka.

## Administrativ historik
Församlingen bildades den 1 januari 2006 genom sammanslagning av Haurida församling och Vireda församling och ingår sedan dess i Aneby pastorat.